# Bodor Ádám
Bodor Ádám (Kolozsvár, 1936. február 22. –) a Nemzet Művésze címmel kitüntetett, Kossuth-díjas magyar író, a Digitális Irodalmi Akadémia alapító tagja.

## Életpályája
Apja Bodor Bertalan közgazdász és bankvezér, az Országos Pénzintézeti Központ elnöke volt, akit 1950-ben a Márton Áron katolikus püspök elleni koncepciós perben öt év börtönre ítélték. Bodor Ádámot 16 éves korában szintén elítélték, mivel kommunistaellenes röplapokat terjesztett. 1952–1954 között a szamosújvári börtönben ült.
Szabadulása után egy évig gyári munkásként dolgozott, majd 1955–1960 között a Kolozsvári Protestáns Teológiai Intézetben tanult. 1960-tól az Erdélyi Református Egyházkerület levéltárában, majd 1964-től egy másoló-fordító irodában dolgozott. Egy évvel később, 1965-ben publikálta első novelláját a kolozsvári Utunk hetilapban, négy évvel később első novelláskötete is megjelent, A tanú címmel.
1968 óta szabadfoglalkozású író. 1970–1975 között a Román Írószövetség tagja. 1982-ben Magyarországra települt. 1984-től 1988-ig lektor a Magvető Könyvkiadóban, majd ugyanitt szerkesztő. 1998–1999 között ösztöndíjas a berlini DAAD Művészi Program keretében. Tagja volt a Holmi folyóirat szerkesztőbizottságának.
Magyarországon publikálta Eufrátesz Babilonnál című novelláskötetét, az itteni elismertségre azonban 1991-ig várnia kellett. Ebben az évben nyerte meg a később megjelent Sinistra körzet című kötetének egyik történetével a Holmi novellapályázatát. A regényszerű novellaciklus külföldön is sikert aratott.
Művei megjelentek spanyol, román, angol, német, francia, norvég, dán, olasz, lengyel, bolgár, szerb, horvát, szlovák, szlovén, orosz, észt, macedón, baszk, arab nyelven is.

## Művei
- A tanú. Novellák; Irodalmi Könyvkiadó, Bukarest, 1969
- Plusz-mínusz egy nap. Novellák, karcolatok; Kriterion, Bukarest, 1974
- Megérkezés északra. Karcolatok, novellák; Kriterion, Bukarest, 1978
- Milyen is egy hágó?; Magvető, Budapest, 1980
- A Zangezur hegység. Karcolatok, novellák; Kriterion, Bukarest, 1981
- Az Eufrátesz Babilonnál; Szépirodalmi, Bp., 1985
- Sinistra körzet. Egy regény fejezetei; Magvető, Bp., 1992 ISBN 9631421562; Magvető, Budapest, 2007 (Hangoskönyv – ISBN 9633698499)
- Vissza a fülesbagolyhoz. Válogatott elbeszélések; Jelenkor, Pécs, 1992; 2. bőv. kiad. Jelenkor, Pécs, 1997, ISBN 9631423042; 3. kiad. Bp., Magvető, 2003
- Az érsek látogatása. Magvető, Budapest, 1999 ISBN 9631421554
- A börtön szaga. Válaszok Balla Zsófia kérdéseire. Egy korábbi rádióinterjú változata; Magvető, Bp., 2001 ISBN 9631422674
- A részleg (novella), Magvető, Budapest, 2006
- Az utolsó szénégetők. Tárcák 1978–1981, Magvető, Budapest, 2010 ISBN 9789631427677
- Állomás, éjszaka. Tízkezes egy Bodor novellára (többekkel); szerk. Varga Réka; Koinónia, Kolozsvár, 2011
- Verhovina madarai. Változatok végnapokrai; Magvető, Budapest, 2011. október, ISBN 9789631428735
  - (Folyóiratban megjelent fejezetei)
- A barátkozás lehetőségei. Novellák és film; Magvető, Bp., 2016 + DVD
- Sehol; Magvető, Bp., 2019
- Az értelmezés útvesztői. Tizenöt beszélgetés; Magvető, Bp., 2021
- Verhovina madarai. Változatok végnapokra; jav. utánny.; Magvető, Budapest, 2022

## Művei alapján készült filmek
- 1972 – Forró vizet a kopaszra, rendező Bacsó Péter
- 1973 – Plusz-mínusz egy nap, rendező Fábri Zoltán
- 1994 – A részleg, rendező Gothár Péter
- 2005 – Kivégzés (kísérleti- és kisjátékfilm), rendező Buvári Tamás – Interjú a rendezővel
- 2005 – Az érsek látogatása, rendező Kamondi Zoltán – Interjú a forgatásról
- 2007 – A barátkozás lehetőségei, rendező Ferenczi Gábor –  kritika
- 2016 – A nyalintás nesze (animációs és rövidfilm), rendező Andrasev Nadja[1]

## Díjak, kitüntetések
- Első kötetesek díja (1969)

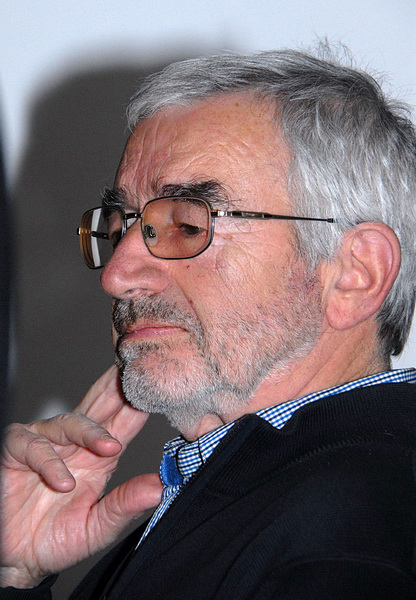
2012-ben (Bahget Iskander felvétele)

- a Román Írószövetség Prózai Díja (1970, 1975)
- Kritikusok Díja (1975)
- József Attila-díj (1986)
- Déry Tibor-jutalom (1989, 1992)
- Artisjus Irodalmi Díj (1990)
- Krúdy Gyula-díj (1992)
- A Magyar Napló Díja (1991)
- Kortárs Nívódíj (1991)
- a Soros Alapítvány Életműdíja (1993)
- a Művészeti Alap Literatura-díja (1996)
- Márai Sándor-díj (1996)
- Pro Literatura díj (1996)
- Magyarország Babérkoszorúja díj (1998)
- Magyar Irodalmi Díj (2002)
- Irodalmi Alkotói Díj (2002)
- Kossuth-díj (2003)
- Látó nívódíj (2011)
- Babits Mihály Alkotói Emlékdíj (2011)[2]
- Szépirodalmi Figyelő-díj (2011)
- Artisjus Irodalmi Nagydíj (2011)
- Prima díj (2014)
- A Nemzet Művésze (2019)[3]
- Merítés-díj (2020)
- Baumgarten-díj (2021)
- Kriterion-koszorú (2024)[4]